# Hidaka (Wakayama)
Hidaka (日高町?) è una cittadina giapponese della prefettura di Wakayama.